# Burg Gruttenstein
Die Burg Gruttenstein ist eine Höhenburg auf 500 m ü. NHN in Bad Reichenhall. 
Die Anlage ist unter der Aktennummer D-1-72-114-143 als denkmalgeschütztes Baudenkmal von Bad Reichenhall verzeichnet. Ebenso wird sie als Bodendenkmal unter der Aktennummer D-1-8243-0164 im Bayernatlas als „untertägige mittelalterliche und frühneuzeitliche Befunde im Bereich von Burg Gruttenstein in Bad Reichenhall und ihrer Vorgängerbauten“ geführt.

## Geschichte
Der Erbauer und der Bauzeitpunkt ist bis heute unbekannt, doch dürfte schon im 12. Jahrhundert eine steinerne Befestigung den Hallgrafen als Wohnsitz gedient haben. 1196 wurden Reichenhall und Gruttenstein vom Erzbischof von Salzburg zerstört. Dieser ließ auf dem nahegelegenen Streitbichl die sogenannte Hallburg errichten, um seine Macht über Reichenhall zu demonstrieren. Die Hallburg existierte jedoch nicht lange und in den Auseinandersetzungen mit dem Erzbischof von Salzburg begann der Bayernherzog 1218 mit dem Wiederaufbau von Gruttenstein. Obwohl der Erzbischof mehrmals die Schleifung der Anlage forderte und sogar Recht bekam, überdauerte Gruttenstein diese Auseinandersetzung und der Bayernherzog festigte seine Macht in Reichenhall. Ab dem 13. Jahrhundert diente Gruttenstein als Amtssitz des herzoglich-bayerischen Beamten, der von dort das Pfleggericht von Reichenhall verwaltete. Nun bekam die Anlage neben einem militärischen auch einen repräsentativen Charakter. Deshalb wurden einige Teile der Burg umgebaut und mit großen Fenstern wohnlicher gestaltet. Deshalb wird Gruttenstein auch oft als Schloss bezeichnet.  
Seit Beginn des Jahres 2007 wird die Burg, die sich jetzt im Privatbesitz befindet, umfassend renoviert und soll nach Abschluss der Renovierungsarbeiten wieder der Öffentlichkeit zugänglich gemacht werden.

## Beschreibung
Die Burg wirkt durch das Fehlen von Türmen sehr gedrungen, die höchste Stelle ist die von Ost nach West verlaufende Schildmauer, die früher Teil der Stadtmauer war. Die dreigeschossige Anlage mit herrschaftlichen Wohnräumen im Nordflügel umschließt den Burghof. Der Zugang erfolgt durch ein niedriges Torhaus, das früher durch ein Tor und ein Fallgitter gesichert war. Es wird vermutet, dass sich im Mittelalter dort zusätzlich eine Zugbrücke befand. 

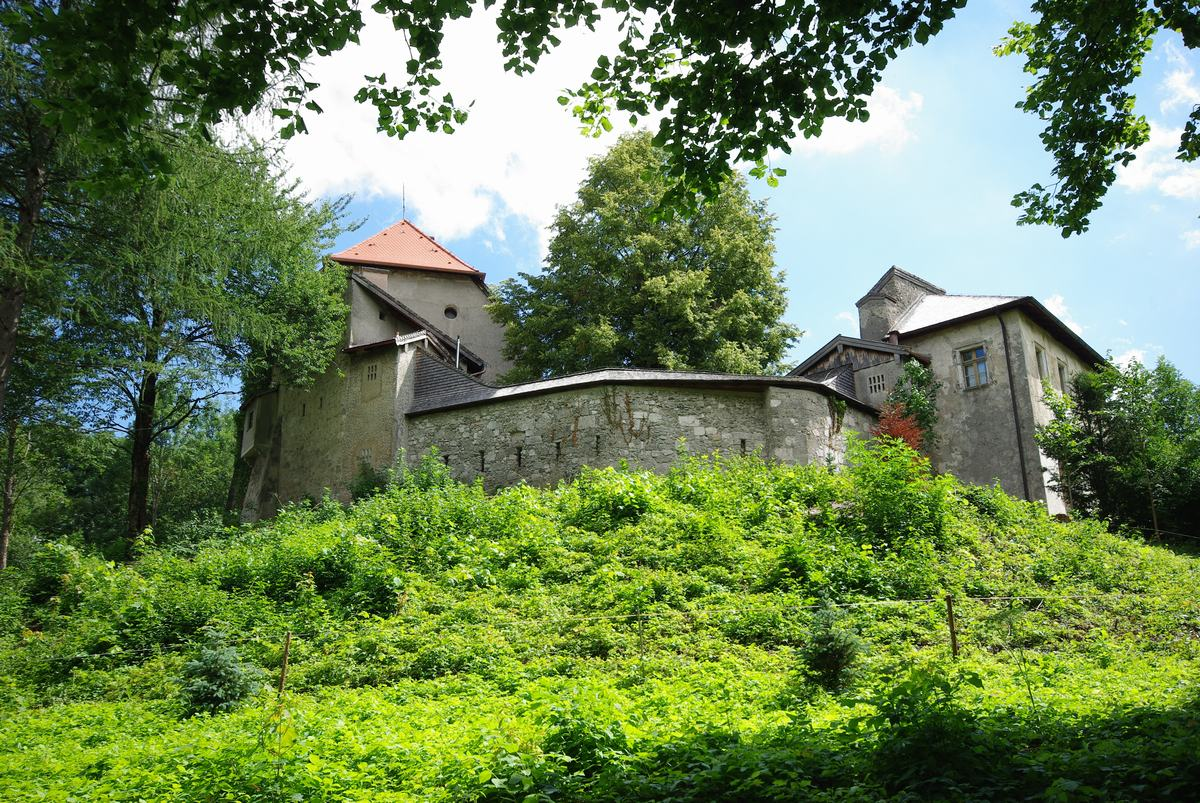
Ansicht von Süd-Ost
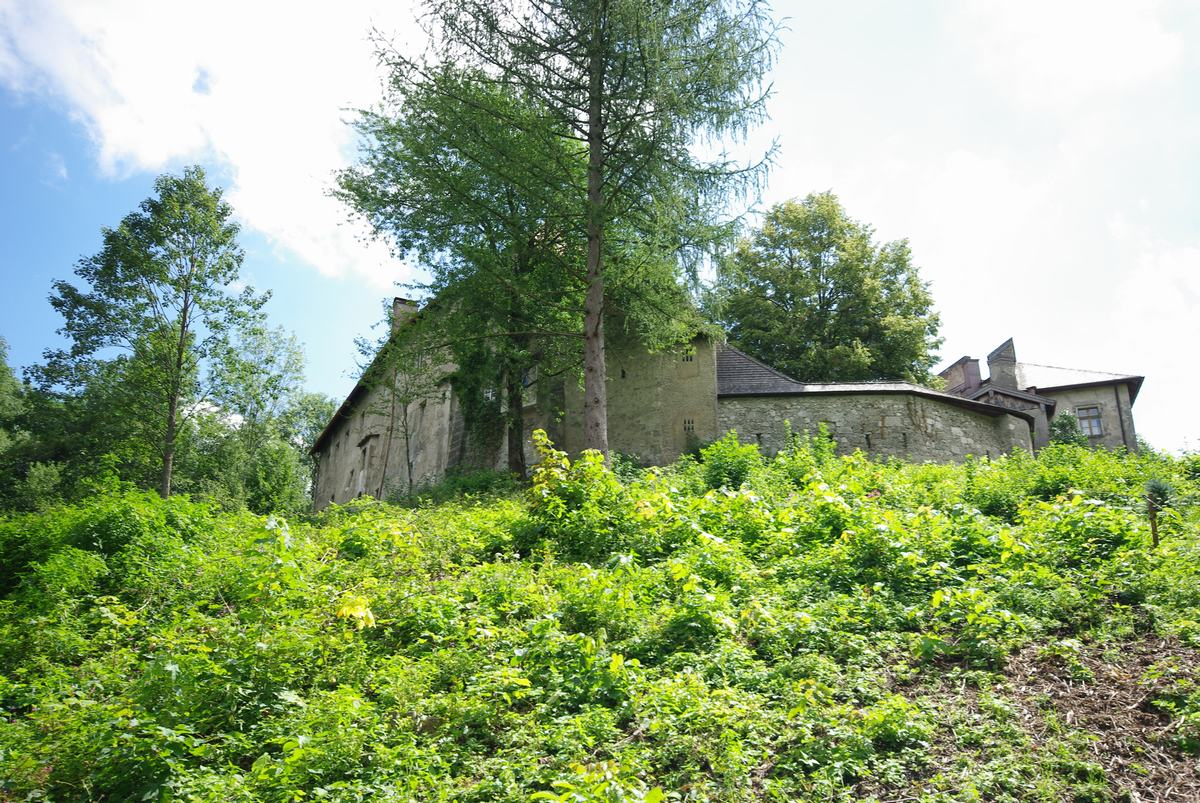
Ansicht von Osten
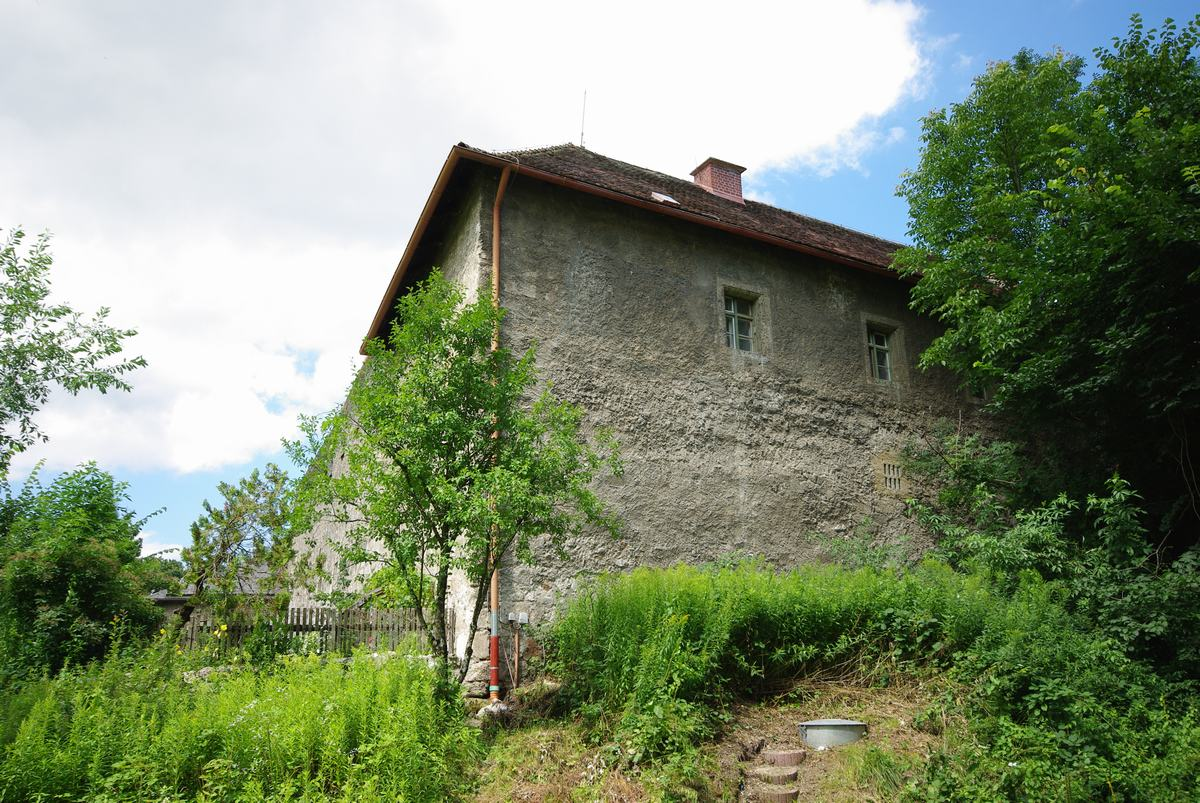
Ansicht von Westen
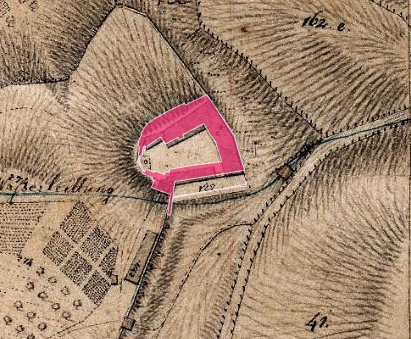
Lageplan von Burg Gruttenstein

## Lage
Die Burg Gruttenstein liegt auf 500 m ü. NHN oberhalb des Stadtzentrums von Bad Reichenhall am Pfannhauserweg 3.

## Sonstiges
Die Burg Gruttenstein ist eine Station auf dem Reichenhaller Burgenweg. Dieser knapp 30 km lange Rundwanderweg führt zu 17 Burgen, Schlössern und Befestigungsanlagen in Bad Reichenhall und den umliegenden Gemeinden.